# Peel River (Kanada)
Peel River är en flod i Kanada. Den har sina källor i Ogilvie Mountains i Yukon och mynnar i Mackenzieflodens delta i Northwest Territories. Floden namngavs 1826 av John Franklin efter Robert Peel som då var Storbritanniens inrikesminister.